# 牛 (姓)
牛（ぎゅう）は、漢姓のひとつ。『百家姓』では310番目の名字である。2020年の中華人民共和国の統計では人数順の上位100姓に入っておらず、台湾の2018年の統計でも197番目に多い姓で、2,233人がいる。

## 著名な人物
- 牛邯 - 新から後漢初期の武将。
- 牛輔 - 後漢末期の武将。
- 牛金 - 三国時代の魏の武将。
- 牛弘 - 隋の政治家。
- 牛金星 - 明代末期・順の政治家。李自成の家臣。
- 牛僧孺 - 唐の政治家。牛李の党争の牛党の首領。
- 牛宏升 - 清末の捻軍の指導者。